# NXT女子タッグチーム王座
NXT女子タッグチーム王座（NXT Women's Tag Team Championship）は、アメリカ合衆国のプロレス団体であるWWEのNXTにおける王座の一つである。

## 歴代チャンピオン
| 歴代チャンピオン                                             | 戴冠回数 | 保持日数 | 日付           |
| ------------------------------------------------------------ | -------- | -------- | -------------- |
| ダコタ・カイ&ラケル・ゴンザレス                              | 1        | 0日      | 2021年3月10日  |
| エンバー・ムーン&ショッツィ・ブラックハート                  | 1        | 55日     | 2021年3月10日  |
| ザ・ウェイ キャンディス・レラエ&インディ・ハートウェル       | 1        | 63日     | 2021年5月4日   |
| 紫雷イオ&ゾーイ・スターク                                    | 1        | 112日    | 2021年7月6日   |
| トキシック・アトラクション ジジ・ドリン&ジェイシー・ジェイン | 1        | 158日    | 2021年10月26日 |
| ダコタ・カイ&ラケル・ゴンザレス                              | 2        | 3日      | 2022年4月2日   |
| トキシック・アトラクション ジジ・ドリン&ジェイシー・ジェイン | 2        | 91日     | 2022年4月5日   |
| コーラ・ジェイド&ロクサーヌ・ペレス                          | 1        | 14日     | 2022年7月5日   |
| カタナ・チャンス&ケイデン・カーター                          | 1        | 186日    | 2022年8月2日   |
| ファロン・ヘンリー&キアナ・ジェームズ                        | 1        | 56日     | 2023年2月4日   |
| アルバ・ファイア&アイラ・ドーン                              | 1        | 83日     | 2023年4月1日   |